# Андреа Поццо
 Андреа Поццо, також Андреа дель Поццо (італ. Andrea Pozzo 30 листопада 1642, Тренто — 31 серпня 1709, Відень) — чернець єзуїт, відомий італійський художник, декоратор і архітектор доби пізнього бароко.

## Передумови
В 16 столітті набули міці процеси розчарування в католицизмі, критики його зловживань і забуття ним настанов первісного християнства. Римо-католицька церква відповіла на критику новим посиленням винищення єретиків. Був посилений і ідеологічний гніт. Але зміцніли і позиції протестантизму, особливо в німецьких князівствах, на півночі Нідерландів, у Франції, у Швеції, кантонах Швейцарії та в Британії. Процес зайшов настільки далеко, що від католицизму остаточно відколовся цілий пласт західноєвропейських країн (Англія, частина німецьких князівств, швейцарські кантони, північні Нідерланди, Швеція). Вдруге після розколу християнської церкви у 1054 року християнська спільнота розкололася на три гілки:
- католицизм
- православ'я
- протестантизм.

Стан влади римських пап після пограбування Риму і його руйнації у 1527 році був настільки загрозливим, що церква зібралася на собор у місті Тренто (Тридентський собор), де впродовж декількох років були вироблені нові настанови політики римських пап щодо збереження власних позицій і комбінованого наступу на супротивників — ідейного, освітнього і агресивного. Як виявилося пізніше, католицизм і протестантизм зайняли непримиренні позиції, що матимуть значні політичні, релігійні, філософські наслідки як для Європи, так і світу.
Товариство Ісуса було засноване 1534 року іспанцем Ігнатієм Лойолою у Парижі та затверджене 27 вересня 1540 року римським папою Павлом III. Головною метою єзуїтів стало проповідування ідей католицизму, поширення впливу католицької церкви на усі сфери життя, зміцнення влади папи римського. Організаційні принципи Товариства будувались на основі суворої дисципліни, безумовного підпорядкування лише генералові Товариства, або римському папі.
Обидві події (Тридентський собор та засноване Товариство Ісуса) матимуть значний вплив на світогляд та творчу діяльність майбутнього художника і архітектора Андреа Поццо.

## Життєпис
В місті Тренто, де і проходив колись Тридентський собор, в побожній родині народився Андреа Поццо. Освіту отримав в школі єзуїтів. Батько, що помітив схильність сина до мистецтва, не заважав його художній освіті. Побожність Андреа Поццо була такою, що 25 грудня 1665 року Андреа Поццо став ченцем — єзуїтом. Важливий для Поцо крок він зробив в місті Мілані в церкві Сан феделе.

## Твори на честь ордену єзуїтів

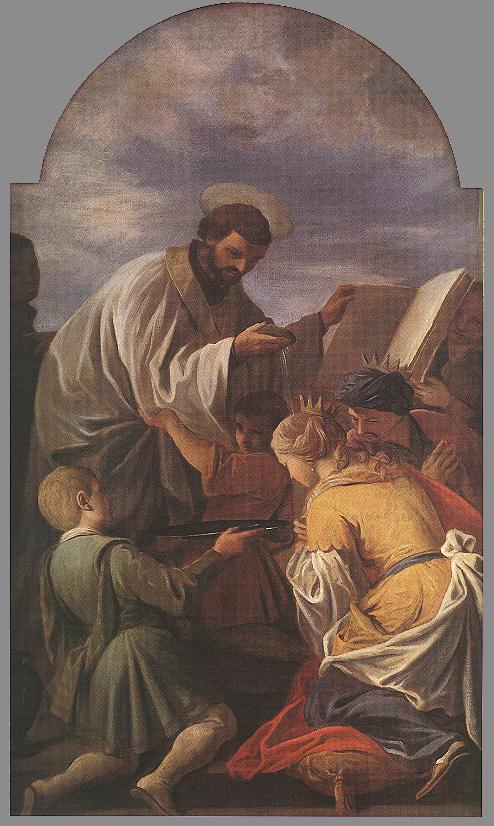
Андреа Поццо. «Св Франциск Ксав'єр»

З цього року зникає життєпис світської особи художника і виникає митець, що до власної смерті працюватиме на честь ордену єзуїтів. Розпочалася довга низка творів в церквах єзуїтського ордену.
Поццо працював на півночі Італії, в Лігурії, в місті Генуя (церква Св. Амвросія), в Сан — Ремо.
- У 1675 році в Турині прикрашав єзуїтську церкву Св. мучеників.
- У 1676 році в місті Мондові створив фреску в церкві Св. Франциска Ксаверія.
- У 1678 році в місті Модена створив фрески хору в церкві Св. Вартоломея.

Розпочалася слава митця в Італії. У 1681 році голова ордену Джан Паоло Олива за пропозицією Карло Маратті викликав Андреа Поццо у Рим.

## Римський період

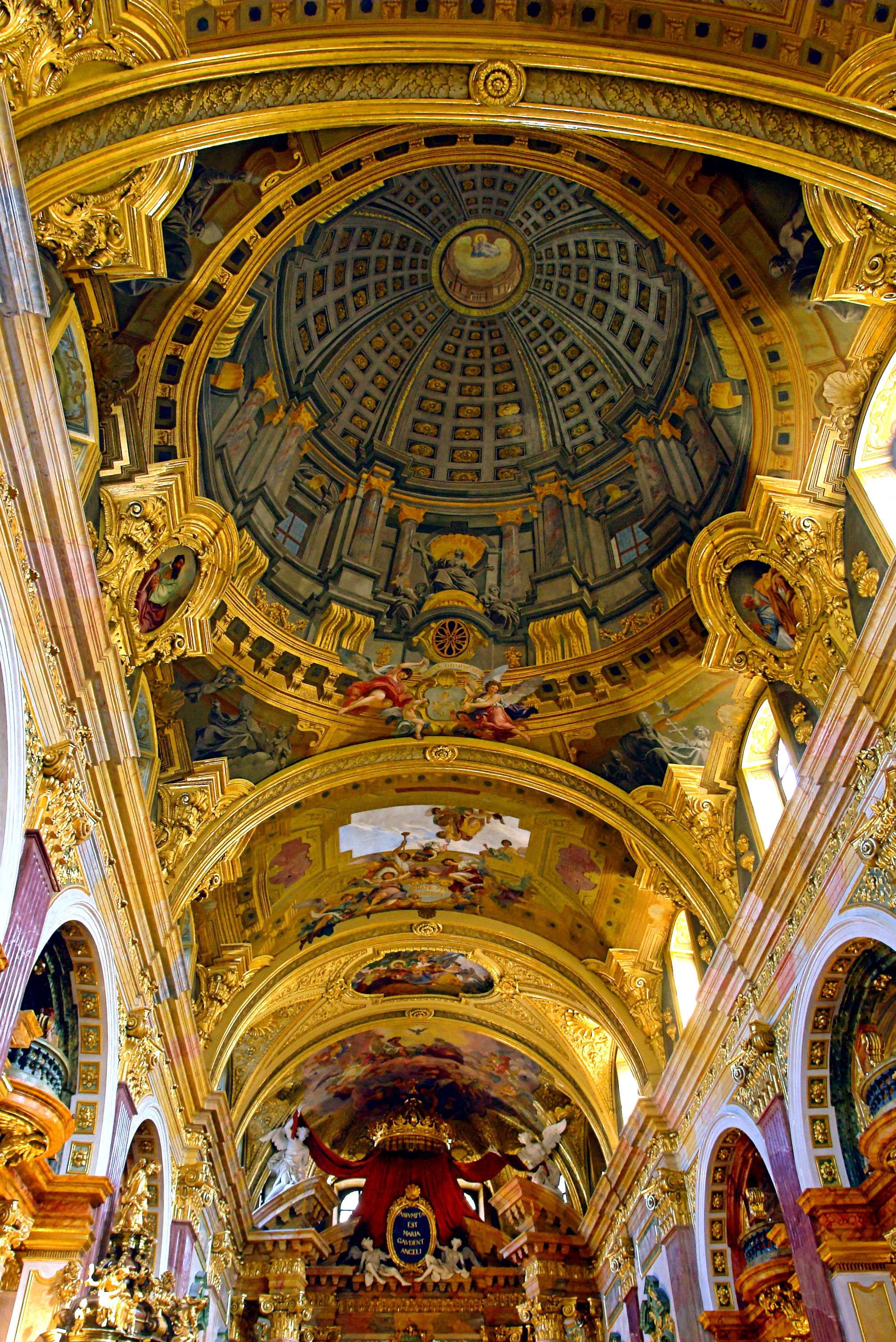
Відень, стеля церкви єзуїтів, фреска.

Римський період Андреа Поццо тривав майже двадцять років (1681–1702. Римське бароко пережило неймовірний злет, розквіт у творах Мікеланджело да Караваджо (1573—1610), Франческо Борроміні 1599—1667), Лоренцо Берніні (1598—1680), П'єтро да Кортона (1596—1669), Алессандро Альґарді (1598—1654). Практично нікого з цих велетнів римського мистецтва бароко Поццо в Римі не зустрів. Але стане нащадком усіх переваг і всіх недоліків представників римської школи бароко — помпезності і віртуозної майстерності, велетенських масштабів і перспективних фокусів, розкошів декору і полум'яного містицизму. Італійське бароко почало працювати по виробленим рецептам, все більше втрачаючи експериментальний та щирий характер.
В Римі його здібності використовували і як майстра релігійного живопису, і як митця — театрального декоратора у релігійних виставах.
Серед важливіших творів єзуїта Андреа Поццо в Римі:
- фрески на стелі центральної нави церкви Святого Ігнатія (Церква Il Gesù)
- вівтар в церкві Сан Ліїджі Гонзага
- твори в трапезній монастиря Санта Трініта деї Монті.

## Віденський період і смерть
Ще у 1700 році він встиг як архітектор створити проект церкви Св. Миколая для міста Любляна. Як уславлений чернець-художник він отримав виклик на працю у Відень від австрійського імператора Леопольда І. Старий майстер, якому було шістдесят, перебрався у столицю Австрії, де працював по замовам імператора, князя Йозефа Йогана Адама Ліхтенштейна та різних монастирів та церков. У 1703 році він створив свій останній шедевр ілюзорного живопису — імітацію куполу на пласкій стелі в церкви єзуїтів у Відні. Композиційні схеми його вівтарних картин в церквах Відня мали значний вплив на вівтарні композиції в церквах багатьох країн «лоскутної» Австрійської імперії (Угорщина, Чехія, Моравія, а також впливи а майстрів Польщі).
Чернець Андреа Поццо помер у Відні.

## Галерея

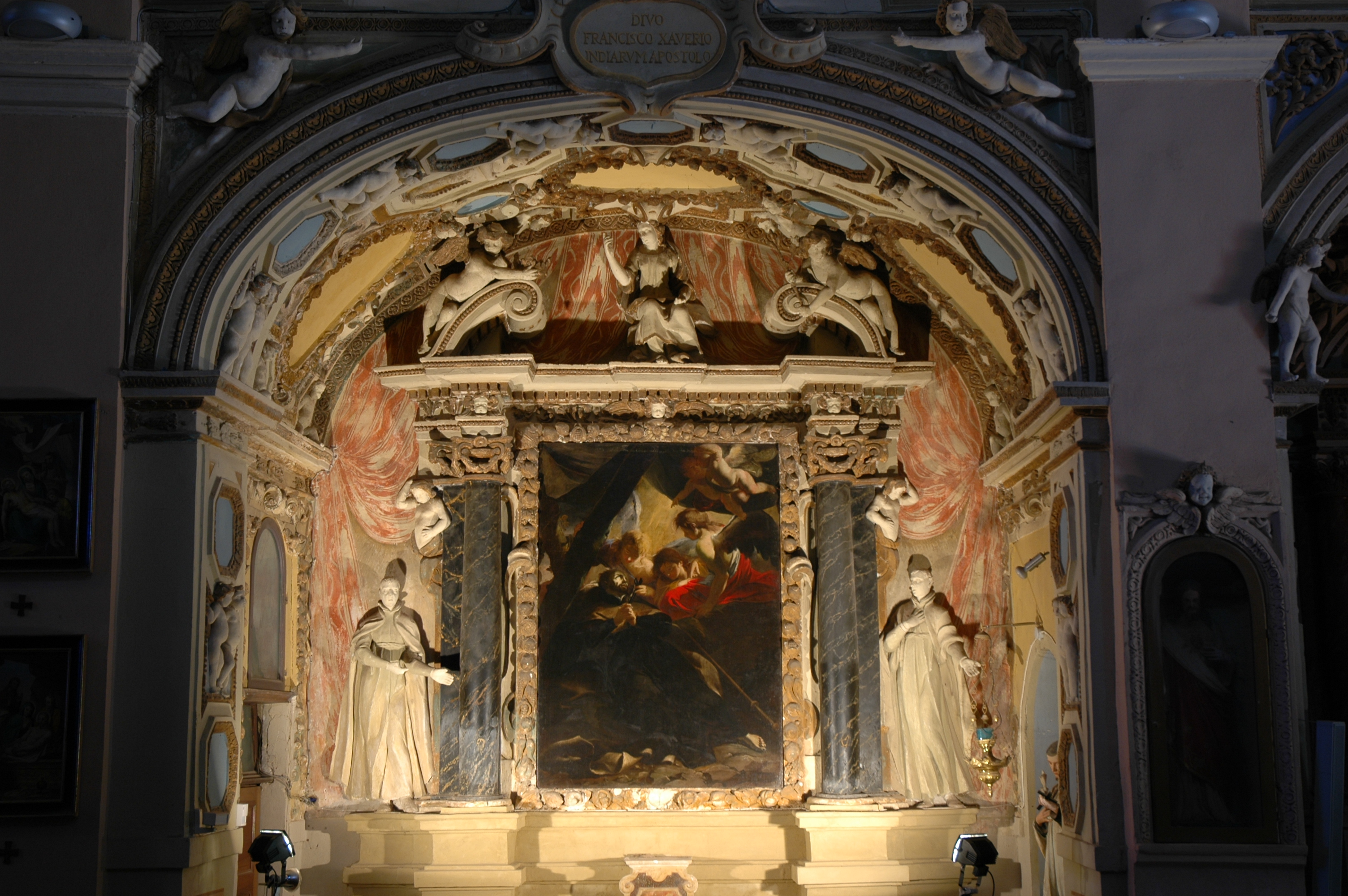
Вівтар «Смерть Франциска Ксав'єра»
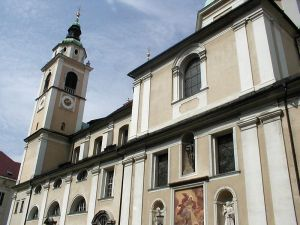
Катедральний собор Св. Миколая, Любляна
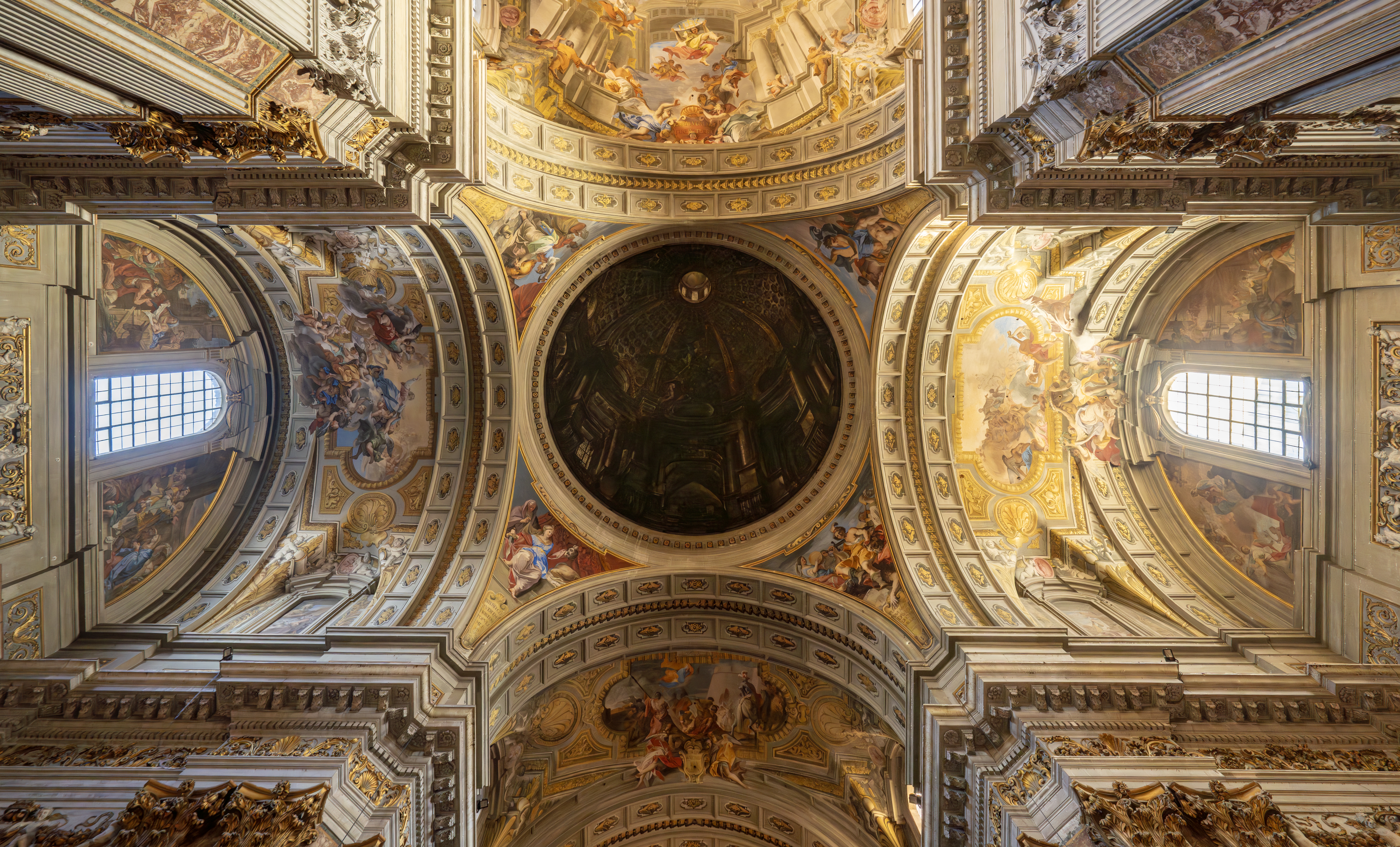
Рим, церква Сант Іньяцо, імітація куполу
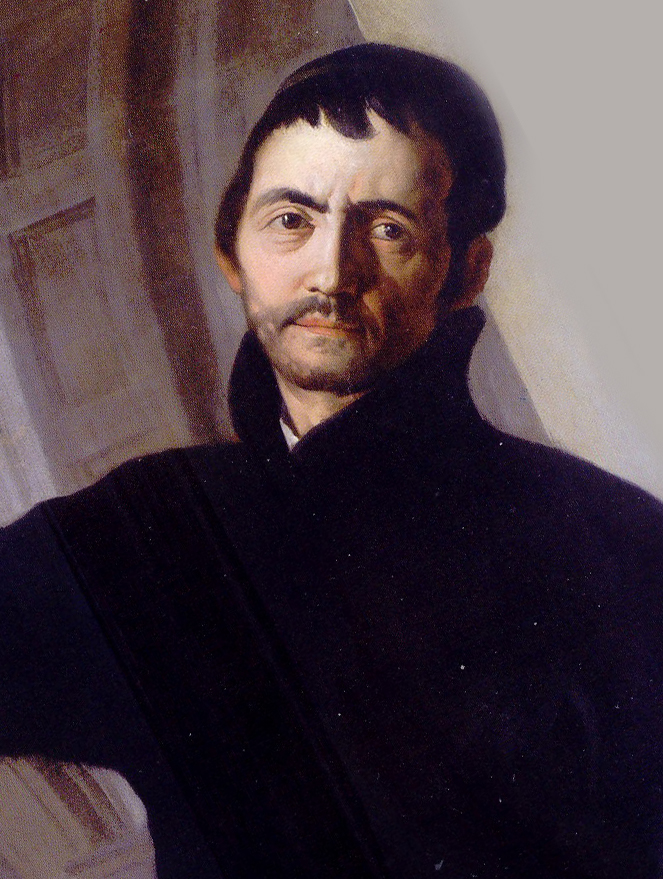
Андреа Поццо, автопортрет.